# Villa Lantz

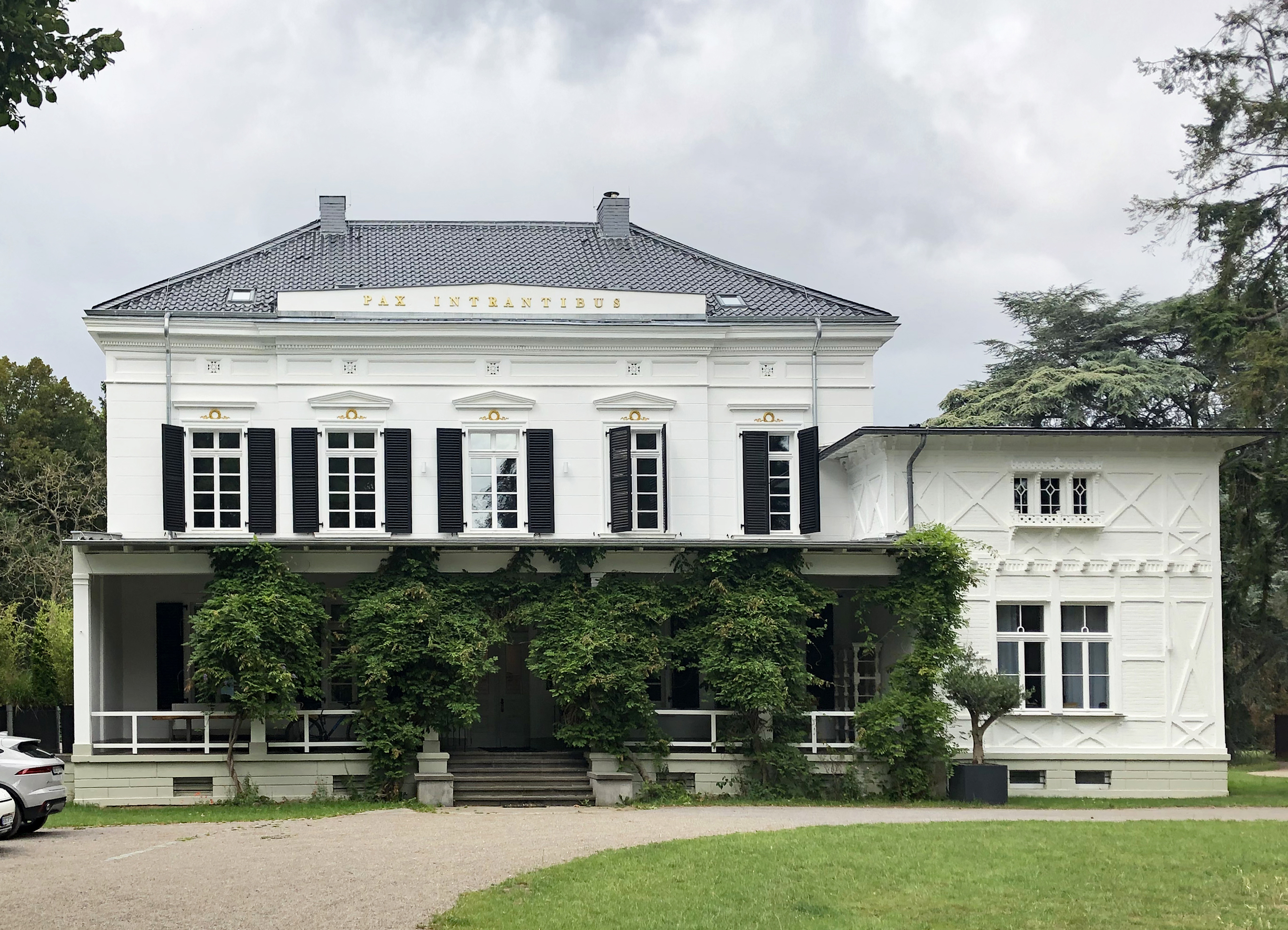
Herrenhaus Lantz

Die Villa Lantz ist ein historisches Herrenhaus im Düsseldorfer Stadtteil Lohausen, Lohauser Dorfstraße 49/51. Das seit 1982 unter Denkmalschutz stehende Gebäude, auch genannt Haus Lantz, befindet sich am östlichen Zugang zum Lantz’schen Park.

## Geschichte
1804 erwarb der aus Köln stammende Kolonialhändler Heinrich Balthasar Lantz (1762–1828) den Rittersitz Lohausen von Ferdinand Freiherr von Calcum genannt Lohausen. Auf dem Vorwerk und zum Teil auf den Fundamenten einer alten Wasserburg aus dem 13. Jahrhundert ließ Lantz vermutlich 1805–1806 das spätklassizistische Herrenhaus errichten. Es entstand ein schlichter zweigeschossiger Backsteinbau mit flachem Krüppelwalmdach. Die Familie Lantz bewohnte die Anlage in fünf Generationen. 1972 kaufte die Stadt Düsseldorf das Anwesen. Zunächst bezog der Galerist Alfred Schmela im Jahr 1979 die Villa Lantz und errichtete auf den umliegenden Flächen einen Skulpturenpark, der zu Teilen bis heute noch Bestand hat und im Juli 2020 durch das Pilotprojekt der Kunstkommission „Internationaler Lantz’scher Skulpturenpark“ zu neuem Leben erwachte. Im Anschluss an Schmela bewohnte der Bildhauer und Objektkünstler Meuser das Herrenhaus bis 2008. Nach Meuser stand die Villa, auch Haus Lantz genannt, rund 10 Jahre lang leer, ehe sie 2018 von der Stadt Düsseldorf an die heutigen Eigentümer verkauft wurde. Heute befinden sich Büro- und Showräume in der Villa Lantz.